# Siegfried (Regensburg)
Siegfried (* zwischen 1188 und 1197; † 19. März 1246) war von 1227 bis 1246 der 27. Bischof von Regensburg.
Nachdem eine Minderheit des Domkapitels den Dompropst Gottfrid zum Bischof erwählte, der diese dafür mit Kirchengut belohnte, intervenierte Papst Gregor IX. und der Mainzer Kantor Siegfried ging als neuer Bischof aus der erzwungenen Neuwahl hervor. Mit ihm hatte Friedrich II. einen treuen Anhänger, dem er 1230 den Titel eines kaiserlichen Hofkanzlers verlieh. Den ersten großen Erfolg errang er dabei 1230 beim Frieden von San Germano, der unter seiner maßgeblicher Beteiligung zustande kam und die Fehde zwischen Papst Gregor IX. und Friedrich II. vorläufig beendete. Er nahm an der Reichsversammlung in Worms im Frühjahr 1231 unter König Heinrich (VII.) teil, auf der unter anderem das sogenannte Statutum in favorem principum erlassen wurde. Siegfried profitierte von Beschlüssen u. a. auf dem Reichstag von Ravenna, in denen die Rechte der Bischofsstädte zugunsten der Bischöfe beschnitten wurden. Schulden von Siegfried führten zu einer vom Papst beauftragten Untersuchung, die bis zu Siegfrieds Exkommunikation führen sollten. Zum Gegenspieler entwickelte sich in dieser Auseinandersetzung der vom Papst beauftragte Albert Behaim.
Als Siegfried sich weigerte, die zweite Bannung Friedrichs II. zu verkünden, wurde er durch den Päpstlichen Legaten Albert Behaim selbst gebannt (1240). Erst als das Anathema Friedrichs auf dem Konzil von Lyon (1245) bestätigt und der Kaiser abgesetzt wird, wechselt schließlich Siegfried ins päpstliche Lager.
Der Bruch mit Friedrich II. kostete Siegfried nicht nur sein Amt als kaiserlicher Hofkanzler, sondern bewog den Kaiser auch dazu, die Rechte der Stadt Regensburg zu stärken, was einer Aufwertung zur Reichsstadt entsprach, indem mit dem Widerruf des Edikts von 1232 der Stadt Regensburg im November 1245 weitgehende Rechte zur Selbstverwaltung verlieh.
1240 wurde das Kloster Pielenhofen gegründet, was Siegfried durch Inkorporation der Pfarrei Pielenhofen förderte.
Seiner Macht als Stadtherr beraubt, wurde Siegfried im Frühjahr 1246 aus Regensburg vertrieben und zog sich in die nahe gelegene Burg Donaustauf zurück, in der er wenig später verstarb. Er wurde als letzter Regensburger Bischof im romanischen Vorgängerbau des Regensburger Doms beigesetzt.
Siegfried war ein glänzender Diplomat und machtbewußter Oberhirte, der als Kleriker in der Gefolgschaft Friedrichs II. jedoch am Gegensatz zwischen Kaiser und Papst letztendlich scheiterte.